# Santa Maria Assumpta de Palafolls
Santa Maria Assumpta de Palafolls és una església historicista de Palafolls (Maresme) inclosa a l'Inventari del Patrimoni Arquitectònic de Catalunya.

## Descripció
L'església parroquial de Palafolls està situada al carrer Major fent cantonada amb l'Avinguda de la Costa Brava, davant del Carrer Francesc Macià (Les Ferreries). De grans proporcions, és una obra recent -finals del segle XIX- i pretén seguir els canons més tradicionals de l'arquitectura religiosa no sense donar-li un cert aire historicista sobretot pel campanar i la porta principal.
Fou bastida a finals del segle xix i principis del XX, acabada el 1908. Al 1929 fou elevada a parròquia, segregant-se de Sant Genís de Palafolls. Joaquim Ruyra, molt vinculat a Palafolls, hi feu els goigs